# Wim Ruska
Willem "Wim" Ruska, född 29 augusti 1940 i Amsterdam, död 14 februari 2015 i Hoorn i Noord-Holland, var en nederländsk judoutövare.
Han tog OS-guld i herrarnas tungvikt och likaså i den öppna viktklassen i samband med de olympiska judotävlingarna 1972 i München.